# Eric Adjetey Anang
Eric Adjetey Anang (uitspraakⓘ) (Teshie, 24 september 1985) is een Ghanese beeldhouwer. Hij woont en werkt in zijn geboorteplaats.

## Biografie
In 2001 toonde hij designdoodskisten in het Gidan Makama Museum te Kano, Nigeria, onder auspiciën van de Alliance française te Kano.
Na het voltooien van zijn middelbare school nam hij in 2005 het beheer van de Workshop Kane Kwei, welke werd opgericht door zijn grootvader Seth Kane Kwei, de uitvinder van designdoodskisten in de jaren 50, over.
Binnen drie of vier jaar werd hij een van de toonaangevende ontwerpers van doodskisten in Ghana, met zowel lokale als internationale erkenning.
Sportdrankmerk Aquarius draaide in 2009 met de creaties van Eric Adjetey Anang een reclamespotje in Teshie. Michael de Forest, Senior Lecturer aan het Oregon College of Art & Craft, volgde gedurende twee maanden een opleiding bij Eric Anang. Zijn internationale carrière ging definitief van start in augustus 2009 toen hij als centrale kunstenaar te gast was bij het intercultureel project Boulevard Amandla in Antwerpen, België. Na dit evenement werden 10 kisten, vervaardigd in Workshop Kane Kwei, opgenomen in de permanente collectie van de Verbeke Foundation in Kemzeke, België.
In januari 2010 nam Eric deel aan het fotografische project Alsjeblieft, niet bewegen! met de Franse fotograaf Guy Hersant. Eveneens in 2010 nam hij deel aan het “Black World Festival” in Dakar, waar hij optrad als vertegenwoordiger van Ghanese ontwerpers.
Eric Adjetey Anang is ook betrokken bij antropologisch onderzoek met betrekking tot de Ga-bevolking gevoerd door Roberta Bonetti (Assistent hoogleraar in de Antropologie aan de Universiteit van Bologna en verbonden de Italiaanse "Academy for Advanced Studies", Universiteit van Columbia.
Op de leeftijd van 24 wordt Eric Adjetey Anang erkend als "een model voor de Afrikaanse stedelijke jongeren" door de Franse krant Le Monde diplomatique.
Zijn stukken zijn te vinden in openbare en particuliere collecties in Europa, de Verenigde Staten en Canada. Zijn werk kan worden beschouwd als vergankelijke kunst.
Eric Adjetey Anang is lid van de « Foundation for Contemporary Art » (Ghana) sinds 2007 en lid van ADAGP sinds 2010.

## Tentoonstellingen en andere evenementen

### 2011
- Uitnodiging als “resident artist” in het Oregon College of Art and Craft, Portland, Oregon.[12]
- Uitnodiging voor de Gwangju Design Biennale (Zuid-Korea).[13][14]
- Residentie van twee maanden in Workshop Kane Kwei.[15]
- Uitnodiging voor een drie weken durende residentie in het Museum of World Funerary Art, Novosibirsk.[16][17][18][19][20][21][22][23][24][25]
- Installatie van een doodskist in de Shreyas and Mina Ajmera Gallery of Africa, the Americas and Asia-Pacific van het Royal Ontario Museum ter gelegenheid van International Museum Day.[26]

### 2010
- Bestelling: a food shop, door de faculteit archeologie, University of Ghana in Legon, voor het Pitt Rivers Museum, University of Oxford.

### 2009
- Bestelling van een doodskist. Royal Ontario Museum. Ontario, Canada.
- Expositie in Antwerpen, België, workshop aan Boulevard Amandla.[27]
- Bestelling van acht doodskisten. Privéverzamelaar, Los Angeles, Verenigde Staten.

### 2008
- Bestelling van twee doodskisten. Privéverzamelaar, Nederland.